# 1848年普魯士憲法
普魯士憲法（德語：Verfassungsurkunde für den preußischen Staat）是普魯士王國的第一部憲法。它由腓特烈·威廉四世於1848年12月5日頒布以回應1848年的革命。從而致力於統一（即德國問題），組建自由政府並召開國民議會。